# Samuel (serie de animación)
Samuel es una serie de animación escrita y dirigida por Émilie Tronche. La historia refleja el paso de la infancia a la adolescencia y la madurez psicológica desde el punto de vista de Samuel, un niño de once años que recoge sus experiencias en un diario.
La serie está compuesta por una sola temporada de 21 episodios de cuatro minutos para televisión, complementada con capítulos de un minuto para redes sociales, y tiene un estilo de dibujo minimalista en blanco y negro que simula un trazo infantil. Se trata de una coproducción franco-española a cargo de los estudios Les Valseurs y Pikkukala, en colaboración con Arte France, Radiotelevisión Española (RTVE), Televisió de Catalunya (3Cat) y la región de Alta Francia.

## Sinopsis
Al comienzo de la serie, Samuel es un niño de once años que ha comenzado a escribir un diario personal en el que expresa sus preocupaciones. Casi todas las historias que cuenta están relacionadas con el final de la infancia y el inicio de la adolescencia, entre ellas la relación con sus amigos, el paso de primaria a secundaria, las inseguridades que le acechan, y los sentimientos del primer amor hacia Julia, una compañera de clase.
La obra transcurre en la década del 2000 y concluye cuando Samuel ha rellenado todas las páginas del diario, un día antes de cumplir doce años.

## Producción
Samuel es una serie escrita, dirigida e interpretada por Émilie Tronche. La producción se hizo entre Francia y España, a cargo de los estudios Les Valseurs y Pikkukala respectivamente. 
Después de graduarse en la Escuela de Animación de Angulema y de realizar un cortometraje para France Télévisions en 2020, Tronche subió en redes sociales varias animaciones sobre inquietudes de la adolescencia que llamaron la atención del estudio Les Valseurs. En septiembre de 2021 se confirmó que iban a convertirla en serie animada por encargo del canal Arte France. A la producción se sumó también el estudio hispano-finlandés Pikkukala, con experiencia en series de televisión como Mis vecinos reales o Perro apestoso, y las televisiones públicas RTVE y 3Cat.
El dibujo de Samuel es animación en 2D de estilo minimalista, con un trazo rápido de boceto en blanco y negro que, según la autora, pretende «transmitir la emoción, decir lo que quería con poco», en un ambiente íntimo y espontáneo. En la animación se utilizan doce dibujos por segundo. Tronche pone voz a todos los personajes en la versión francesa; cada capítulo está narrado desde el punto de vista de Samuel excepto uno, «Las cartas», protagonizado por su amiga Berenice. Otro aspecto importante es el uso de la banda sonora, con canciones que refuerzan el mensaje de cada episodio, y del baile como expresión corporal.
Samuel tiene una narrativa transmedia orientada al público adolescente, que permite seguirla tanto en emisión lineal como en redes sociales. Por un lado se hicieron 21 episodios para televisión, de cuatro minutos de duración en formato 16:9, y por el otro se lanzó una versión propia con 20 videos verticales de un minuto para TikTok e Instagram, que complementan la trama y prestan más atención a la música. En un primer momento se había planteado una serie exclusivamente digital, pero tanto RTVE como 3CAT pidieron el formato televisivo para emitirla en sus canales. La producción ha contado con ayudas del Centro Nacional del Cine y la Imagen Animada (CNC) y del Instituto de Crédito Oficial (ICO).
Después de ser presentada oficialmente en el Festival Internacional de Annecy, Samuel se estrenó en marzo de 2024 en los canales de los tres grupos que participaron en la producción: en francés por Arte, en español por RTVE —Clan y RTVE Play—, y en catalán por 3Cat y SX3. En 2025, Netflix se hizo con los derechos de emisión a nivel internacional.

## Doblaje
Émilie Tronche pone voz a todos los personajes en la versión original francesa. El doblaje de la versión española y catalana corre a cargo de la misma actriz, Estel Tort, bajo la dirección de Aleix Estadella.

## Episodios
Cada episodio de Samuel dura cuatro minutos y se distribuye en una sola temporada de 21 capítulos. Además, hay 20 episodios de un minuto en formato vertical para redes sociales que complementan la trama. La serie se estrenó el 11 de marzo de 2024 en Arte, Clan y SX3.
Todos los episodios están disponibles gratis a través de las plataformas de video bajo demanda y redes sociales de Arte (en francés y alemán), RTVE (en español) y 3Cat (en catalán).

### Lista de episodios
1. «Julia»
2. «El domingo»
3. «La piscina»
4. «El pollo al ajillo»
5. «La la la»
6. «Las cartas»
7. «El castillo»
8. «La pendiente de la muerte»
9. «La lluvia»
10. «El festival»
11. «Las vacaciones»
12. «La camiseta»
13. «El mar»
14. «La vuelta al cole»
15. «La ira»
16. «La merienda»
17. «La huelga»
18. «La fiebre»
19. «El claro de luna»
20. «El pisito»
21. «El fin»